# Nonilfenol
Els nonilfenols són una família de compostos orgànics relacionats de la família dels alquil fenols. Aquesta sèrie de substàncies són ingredients comuns en nombrosos detergents, encara que la legislació europea els ha prohibit recentment a causa del seu impacte sobre el medi ambient. La característica química dels nonilfenols és la seua estructura composta d'un fenol unit a una cadena hidrocarbonada de nou àtoms de carboni.